# Thanism

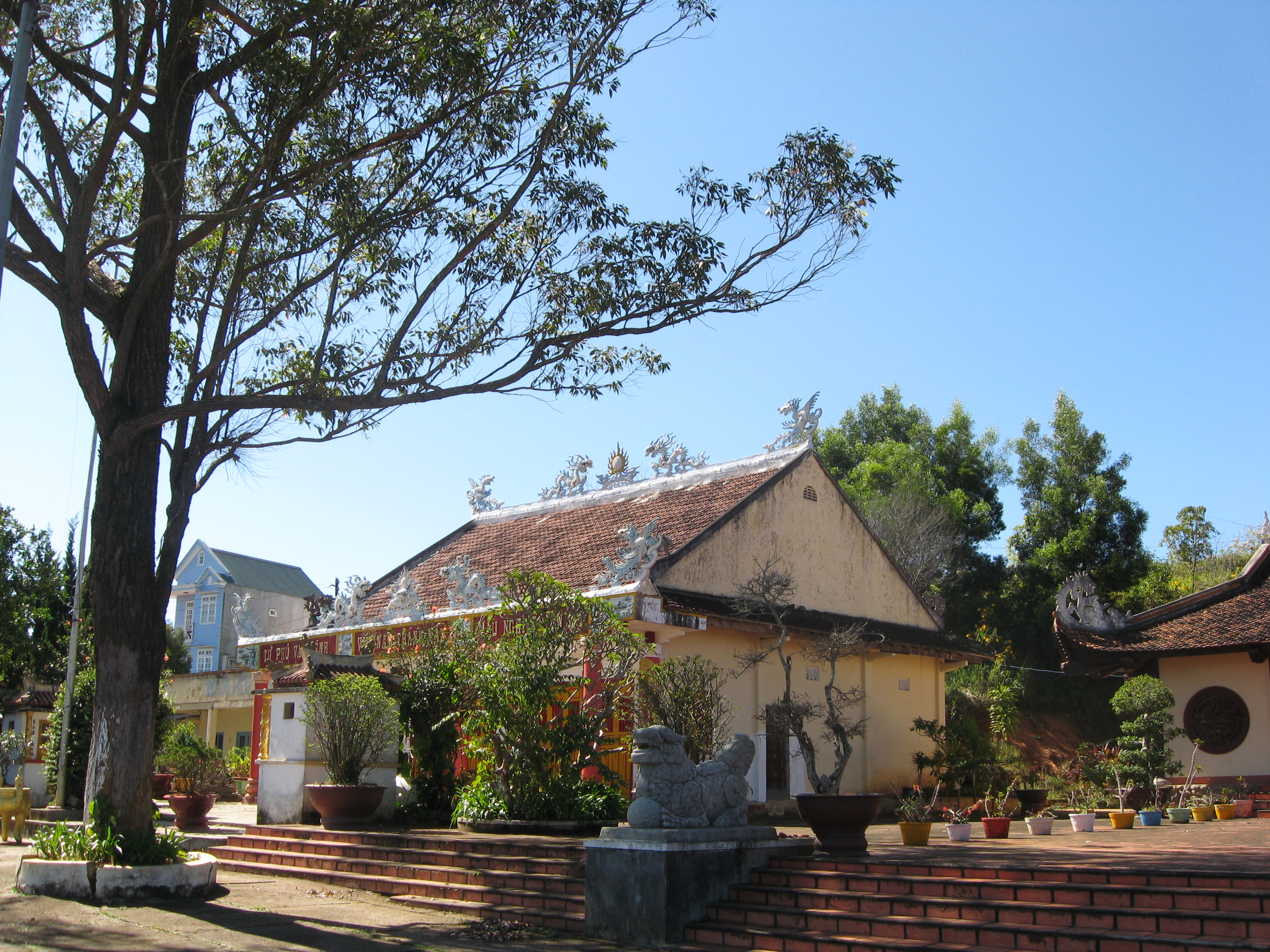
Thanistiskt tempel, helgat åt gudinnan Liễu Hạnh.

Thanism (vietnamesiska: tín ngưỡng dân gian Việt Nam, tôn giáo bản địa Việt Nam) är den ursprungliga folkreligionen i Vietnam. Den praktiseras av 86% av befolkningen. 
Thanismen uppvisar många likheter med folkreligionen i södra Kina. Den har inte ett organiserat religiöst system, men utövas genom traditionella lokala ritualer tillägnade thần, en term som kan översättas till "gudarna" eller "andarna". Dessa kan vara gudar tillägnade naturen, staten, lokalsamhällen, familjen eller förfäderna, samt de särskilda gudar som är unika för en familjs förfäder. Förfädernas gudar skildras ofta som hjältar. 
Thanismen innehåller en uppsättning myter centrerade kring både gudar och heroer. Religionen är också starkt influerade av konfucianismens värderingar. Den innefattar Đạo Mẫu, en moderskult tillägnad ett antal gudinnor från dess pantheon. Staten erkänner också riktningen Cao Đài som en del av thanismen: denna sammanför thanismen med buddhismen, daoismen och konfucianismen, med element av katolicism, spiritism och teosofi.